# Kirsten van Dissel
Kirsten Daniëlle van Dissel (Hoofddorp, 12 mei 1971) is een Nederlands actrice en televisiepresentatrice, die in 1994 afstudeerde aan Toneelacademie Maastricht.
Van Dissel, eerder al te zien in vaste rollen in series als Linda, Linda (1995) en Combat (1998), kreeg bekendheid bij het grote publiek toen ze in 2003 in de televisieserie Baantjer de rol van Iris de Graaff op zich nam. Daarvoor had ze één keer een gastrol gespeeld in de serie ("De Cock en de moord aan boord", als Eva Waterman, in 1999).

## Biografie
Na haar middelbare-school opleiding op het Sint-Laurenscollege in Rotterdam studeerde Van Dissel in 1994 af aan de Toneelacademie in Maastricht. Tijdens haar studie speelde zij in twaalf toneelstukken voor de academie.
Na haar studie volgde zij in 2001 een cursus scriptschrijven bij de Scriptstudio Amsterdam en in 2002 productiecursussen bij de Media-academie Hilversum.
Sindsdien was ze te zien in gastrollen voor televisieseries zoals De Garage (1999), Dok 12 (2001), SamSam (2001), Wilhelmina (2000), Luifel & Luifel (2002) en Meiden van De Wit (2002). Van Dissel was nauwelijks bekend bij het grote publiek, totdat ze in 2003 in de televisieserie Baantjer de rol van Iris de Graaff op zich nam. 

### Overig televisiewerk
Naast haar acteerwerk heeft Van Dissel verschillende programma's gepresenteerd voor Omroep West, TV Rijnmond, TV Noord-Holland en AT5. Zij presenteert het wekelijkse opsporingsprogramma Team West bij Omroep West.

### Boek
In april 2018 werd haar eerste, samen met Henk Apotheker geschreven, boek uitgegeven. Het boek Erfenis is de eerste in een reeks die draait om privédetective Chris Meyer.

## Filmografie
Van Dissel heeft gewerkt voor zowel film, televisie als toneel.

### Film
- Polonaise (2002) - Marjo
- Wilhelmina (2001) - Mien
- Klem (2000) - sociale dienst
- Een schreeuw om hulp (1994) - zus van Matthijs

### Televisie
- Team West - presentatrice
- Baantjer (2003-2006) - Iris de Graaff
- Verkeersjournaal (2003) - presentatrice
- Ter plaatse (2003) - verslaggeefster
- SamSam (2001) - Maaike
- Werkwijzer (2001-2002) - presentatrice
- Combat (1998) - Eva Hendrikx-Bouwhuis
- Linda, Linda (1995) - Ellies van Vooren

### Gastrollen
- Meiden van De Wit (2002)
- Luifel & Luifel (2001) - Karin Borgsteen
- Dok 12 (2001-) - 2001 - Annemieke
- Baantjer (1999) - aflevering De Cock en de moord aan boord (22 oktober 1999) - Eva Waterman

### Toneel
- Diagnose Mata Hari, oog van de morgen (2007)
- Madame De Sade (1996)
- Met of Zonder (1995)